# Huragan Kyle
Huragan Kyle – piąty najdłuższy cyklon atlantycki z grupy tropikalnych i subtropikalnych w historii. Kyle rozwinął się jako subtropikalny cyklon 20 września 2002 na południowy wschód od Bermudów. Idąc na zachód, przeszedł w cyklon tropikalny i stał się huraganem 25 września. 11 października, cyklon odwrócił się na północny wschód i wyszedł na ląd w pobliżu Charleston w Karolinie Południowej oraz Long Beach w Karolinie Północnej. Po utrzymaniu się jako cyklon przez okres 22 dni, Kyle zanikł 14 października, zaabsorbowany przez zbliżający się zimny front.